# Daddy schafft uns alle
Daddy schafft uns alle (Originaltitel: Evening Shade) ist eine US-amerikanische Sitcom mit 100 Folgen, deren Erstausstrahlung von 1990 bis 1994 auf CBS lief. Entwickelt wurde die Serie von Linda Bloodworth-Thomason. Die Hauptrolle als ehemaliger Profi-Footballspieler, der ein High-School-Team trainieren soll, spielt Burt Reynolds, der für seine Darstellung 1991 einen Emmy gewann und 1992 einen Golden Globe. In Deutschland lief die Serie im Jahr 1992 auf Tele 5, danach von 1996 bis 1999 auf RTL 2.

## Handlung und Figuren
Wood Newton ist der ehemalige Starspieler der Pittsburgh Steelers. Nun kehrt er mit seiner Frau, der Anwältin Ava, und den drei Kindern Taylor, Molly und Will in seinen Heimatort Evening Shade in Arkansas zurück, um dort das erfolglose High-School-Footballteam als Trainer zu übernehmen. Sie ziehen in das Haus von Woods Schwiegervater Evan Evans, dem Herausgeber der Tageszeitung Evening Shade Argus, der später die Stripperin Fontana Beausoleil heiratet. Als Assistenztrainer steht Wood der Mathematiklehrer Herman Stiles zur Seite. Weitere Figuren sind Evans Schwester Frieda, Der Arzt Harlan Elldridge, seine Frau Merleen und der Restaurantbesitzer Ponder Blue.

## Produktion
Die Sitcom Daddy schafft uns alle ist eine Gemeinschaftsproduktion von Mozark Productions, des Unternehmens von Linda Bloodworth-Thomason und ihres Mannes; MTM Enterprises und Burt Reynolds Productions. Drehort war Los Angeles.

## Ausstrahlung
Daddy schafft uns alle umfasst 100 Folgen in vier Staffeln. Die erste Folge lief am 21. September 1990 auf CBS, die letzte am 23. Mai 1994. In Deutschland strahlte Tele 5 zwischen Januar und Dezember 1992 die ersten 49 Folgen der Serie aus, danach wurde der Sendebetrieb eingestellt. RTL 2 übernahm die Serie im Juli 1996 und strahlte bis 1999 alle 100 Folgen aus.